# 우성사료
우성사료는 대한민국의 배합사료 제조기업이다. SBS(모기업:태영건설)의 대전세종충남권 1차 지역민방 네트워크인 TJB(방송광고:SBS M&C)의 지분을 소유하고 있다.

## 역사
- 1968년 우성사료 전신인 삼성사료공업사로 설립했다가 삼성사료공업주식회사로 법인전환한다.
- 1985년 삼성사료공업주식회사에서 주식회사 우성사료로 상호변경한다.
- 1988년 우성사료 창립20주년
- 1988년 우성사료 논산사료공장 준공
- 1988년 금붕어,관성어,양어 영양사료 시판
- 1992년 우성사료 논산특수사료공장 준공
- 1993년 애견 종합영양사료 시판
- 1994년 대전민영방송 운영주체로 선정
- 1995년 TJB 대전방송(SBS(모기업:태영건설)의 대전,세종,충남권 네트워크 민영방송) 개국
- 1995년 우성사료 논산공장ISO9001인증 획득
- 1997년 우성사료 본사 및 대전공장 이전
- 1998년 정인범 창립자 작고
- 1998년 우성사료 대전신사옥 이전
- 1998년 오정동 운암빌딩 준공식
- 1998년 우성사료 창립30주년
- 1999년 우성사료 홍성연구농장 개소
- 2013년 우성유통 돼지고기 브랜드 우성포크 시판(갤러리아 타임월드점)
- 2018년 우성사료 창립 50주년 맟이를 해 슬로건을 창사 50년 감사, 새로운 도전!
- 2018년 차새대 스마트 사료공장 우성사료 아산공장 준공
- 2018년 창립50주년을 맞이해 신제품 슈퍼50카프빌,한우마루 출시
- 2020년 국내최초 반려동물용 프리미엄 사료 키츠가든(Keatz Garden) 출시
- 2021년 ㈜우성사료에서 ㈜우성으로 상호변경 및 ㈜우성사료 분할 및 신설

## 방송광고 대행사
- SBS M&C